# L'Auréole de la gloire
Pour plus de détails, voir Fiche technique et Distribution.
L'Auréole de la gloire est un film muet français réalisé par Georges Monca, sorti en 1915.

## Fiche technique
- Titre : L'Auréole de la gloire
- Réalisation : Georges Monca
- Scénario : Georges Monca, Daniel Riche
- Photographie :
- Montage :
- Société de production : Pathé Frères
- Société de distribution : Pathé Frères
- Pays de production :  France
- Langue : film muet avec les intertitres en français
- Métrage : 885 mètres (3 bobines)
- Format : Noir et blanc — 35 mm — 1,33:1 — Muet
- Genre :  Comédie dramatique
- Durée : 29 minutes et 30 secondes
- Numéro de catalogue Pathé : 7169
- Date de sortie : 
  - France : 4 juin 1915

## Distribution
- Léon Bernard : Monsieur Vincent
- Yvonne Sergyl : Mathilde
- Jean Lorette : Raymond, le lieutenant
- Charles Prince